# Pak Seung-zin
Pak Seung-zin   (Wonsan, 11 de gener de 1941 - 5 d'agost de 2011), també Pak Sung Jin, fou un futbolista nord-coreà de la dècada de 1960.
Fou internacional amb la selecció de futbol de Corea del Nord amb la qual participà a la copa del Món de futbol de 1966.
A nivell de club destacà com a jugador de Moranbong Sports Club.